# Campionato francese di rugby a 15 1976-1977
Il Campionato francese di rugby a 15 1976-1977 fu disputato da 80 squadre: 40 erano divise nelle 5 poule di otto squadre del "gruppo "A" e le prime 5 erano classificate per i sedicesimi.
Ad esse si aggiungevano 40 squadre del  "Gruppo B" delle quali 7 si qualificano per la fase ad eliminazione diretta.
L'AS Béziers ha conquistato il suo 5º Scudo di Brenno negli anni '70 , battendo in finale l'USA Perpignan.

## Fase di qualificazione del Gruppo A
(Le squadre sono indicate secondo la classifica finale del gruppo di qualificazione. In grassetto le qualificate al turno successivo)
| - RRC Nice - SU Agen - Biarritz olympique - US bressane - Stade aurillacois - Stade beaumontois - SC Angoulême - Mimizan              | - AS Béziers - USA Perpignan - La Voulte - Salles - CO Le Creusot - Valence - Section paloise - Cahors                                   | - RC Narbonne - RC Toulon - CA Bègles - Stade bagnérais - US Dax - US Carcassonne - Racing club de France - FC Saint-Claude |
| - FC Lourdes - CA Brive - Stade toulousain - SC Graulhet - US Montauban - Stade rochelais - ES Avignon Saint-Saturnin - Stade montois | - AS Montferrand - Aviron bayonnais - US Romans - Stadoceste tarbais - Montchanin - Castres olympique - FC Oloron - Saint-Jean-de-Luz OR | |

## Fase di qualificazione del Gruppo B
Squadre qualificate:
- SC Albi
- FC Auch
- SO Chambéry
- SA Mérignac
- Rodez
- SC Tulle
- Tyrosse RCS

## Sedicesimi di finale
(In grassetto le qualificate al turno successivo)
| Squadra 1          | Squadra 2          | Match aller | Match retour |
| ------------------ | ------------------ | ----------- | ------------ |
| AS Béziers         | SC Albi            | 62-6        | 43-9         |
| SC Graulhet        | US Dax             | 7-3         | 12-19        |
| Salles             | Aviron bayonnais   | 14-10       | 8-25         |
| RC Toulon          | Montchanin         | 30-13       | 53-9         |
| RRC Nice           | SO Chambéry        | 15-15       | 18-12        |
| Stade toulousain   | CA Bègles          | 13-4        | 16-7         |
| Biarritz olympique | CO Le Creusot      | 6-3         | 35-12        |
| CA Brive           | SA Mérignac        | 18-9        | 8-9          |
| USA Perpignan      | Stade aurillacois  | 32-9        | 29-10        |
| SU Agen            | SC Tulle           | 27-19       | 12-6         |
| RC Narbonne        | FC Auch            | 45-9        | 48-9         |
| US bressane        | La Voulte          | 18-12       | 3-12         |
| US Romans          | US Montauban       | 23-7        | 4-7          |
| FC Lourdes         | Rodez              | 40-0        | 19-14        |
| AS Montferrand     | Tyrosse RCS        | 33-17       | 34-16        |
| Stade bagnérais    | Stadoceste tarbais | 16-12       | 6-0          |

## Ottavi di finale
(In grassetto le qualificate ai quarti di finale)
| Squadra 1          | Squadra 2        | Risultati |
| ------------------ | ---------------- | --------- |
| AS Béziers         | US Dax           | 47-3      |
| Aviron bayonnais   | RC Toulon        | 13-6      |
| RRC Nice           | Stade toulousain | 17-6      |
| Biarritz olympique | CA Brive         | 19-10     |
| USA Perpignan      | SU Agen          | 21-10     |
| RC Narbonne        | La Voulte        | 17-7      |
| US Romans          | FC Lourdes       | 16-10     |
| AS Montferrand     | Stade bagnérais  | 33-15     |

## Quarti di finale
(In grassetto le qualificate alle semifinali)
| Squadra 1     | Squadra 2          | Risultati |
| ------------- | ------------------ | --------- |
| AS Béziers    | Aviron bayonnais   | 18-16     |
| RRC Nice      | Biarritz olympique | 19-17     |
| USA Perpignan | RC Narbonne        | 19-4      |
| US Romans     | AS Montferrand     | 16-13     |

## Semifinali
(In grassetto le qualificate alla finale)
| Squadra 1     | Squadra 2 | Risultati |
| ------------- | --------- | --------- |
| AS Béziers    | RRC Nice  | 15-10     |
| USA Perpignan | US Romans | 9-6       |

## Finale
| Arbitro: | Gilbert Chevrier |

| |            | |
| mete: Astre trasf.: Cabrol c.p.: Cabrol 2 | Marcatori  | mete: Fontana |
| Titolari : Armand Vaquerin, Alain Paco, Jean-Louis Martin, Georges Senal, Michel Palmié, Olivier Saïsset, Jean-Luc Meiser, Alain Estève, Richard Astre, Henri Cabrol, René Séguier, Jean-Pierre Pesteil, Jean-Luc Rivallo, Michel Fabre, Jack Cantoni Remplaçant : Francis Lugans | Formazioni | Titolari : Patrick David, Yves Brunet, Michel Izquierdo, Paul Goze, Jean-François Imbernon, Roland Genis, Jacques Tisseyre, Jean-Louis Got, Yves Ballaneda, Jean Lopez, Gérard Mérou, Jean-Pierre Garcia, Richard Lecoq, Claude Fontana, Gérald Porical Sostituti : Alain Delmas, Paul Foussat, Jean-Pierre Lambert, Richard Masforne |